# Conselho das Índias

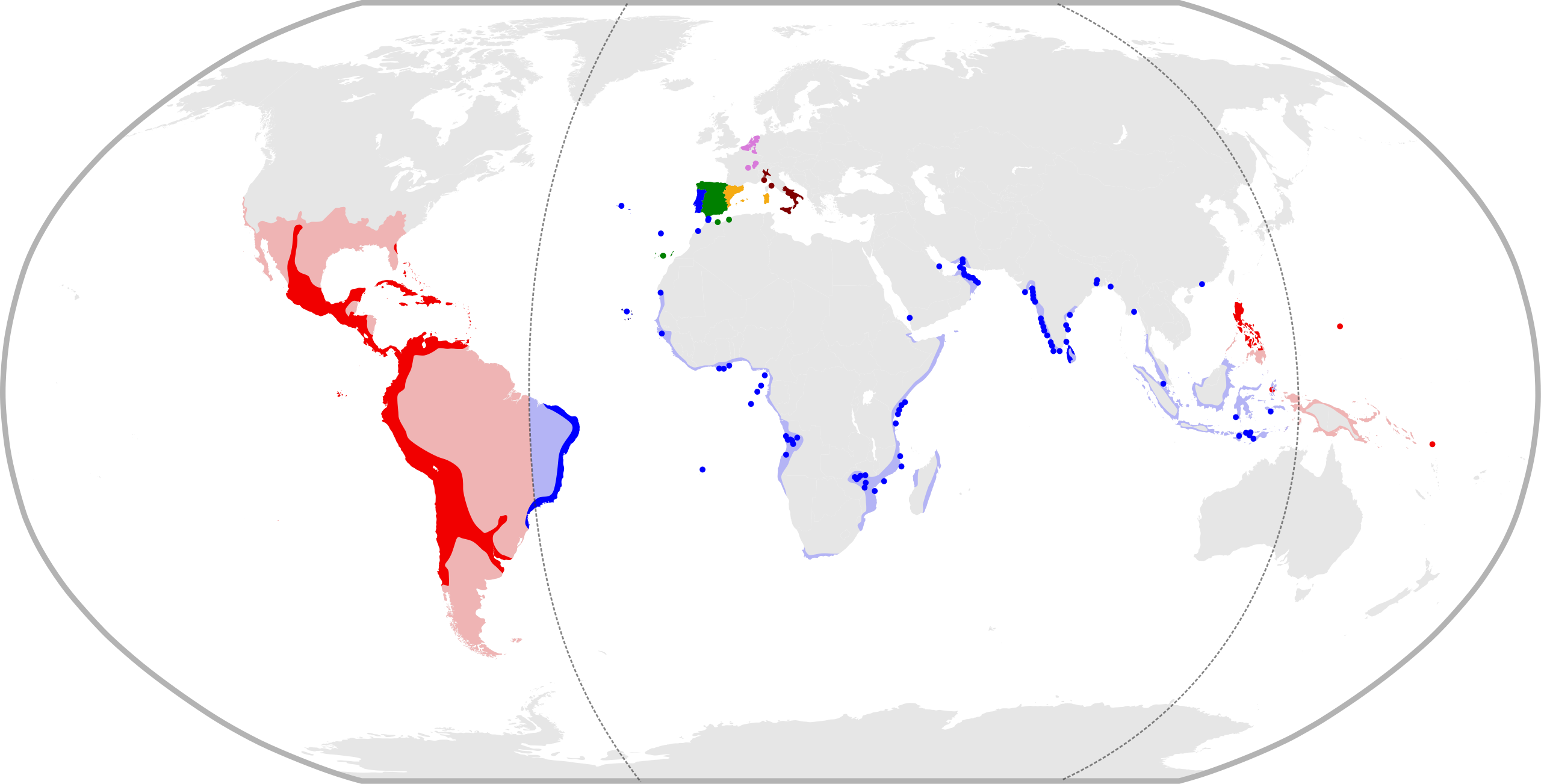
Mapa do Império Hispano-Português em 1598.
Territórios administrados pelo Conselho de Castela
Territórios administrados pelo Conselho de Aragão
Territórios administrados pelo Conselho de Portugal
Territórios administrados pelo Conselho da Itália
Territórios administrados pelo Conselho das Índias
Territórios nomeados para o Conselho de Flandres

O  Conselho das Índias foi o órgão mais importante da administração colonial espanhola (para a América e para as Filipinas), já que assessorava o rei na função executiva, legislativa e judiciária. Não tinha uma sede física fixa, mas se trata de um lugar a outro com o rei e sua corte. Este conselho atuou com o monarca; em algumas matérias excepcionalíssimas atuou só.

## História
Pensa-se que começou a funcionar ao redor de 1524. Como instituição se formou pouco a pouco, e já os Reis Católicos designaram a Juan Rodríguez de Fonseca para estudar os problemas da colonização das Indias com Cristóvão Colombo. Ao morrer Fernando II de Aragão assume a coroa de Castela, na qualidade de regente, o Cardeal Cisneros, que não tinha boas relações com Rodríguez de Fonseca, de forma que o separa de suas funções e lhe encarrega a dois membros do conselho de Castela: Luis de Zapata e Lorenzo Galindes de Carvajal, para que formem um pequeno conselho, que se passou a chamar "Junta das Índias". Em 1516, quando Carlos I de Espanha assume as possessões na América, continua existindo esta junta e já em 1524 passa a chamar-se definitivamente Conselho das Índias. Seu primeiro presidente foi o frei García de Loayza, que se tornaria depois o arcebispo de Sevilha...
As reformas napoleônicas de 1814, com a criação dos ministros de despacho, retiram as atribuições administrativas e legais do Conselho, ficando, até sua abolição definitiva em 1834, como um organismo consultor.

## Funções

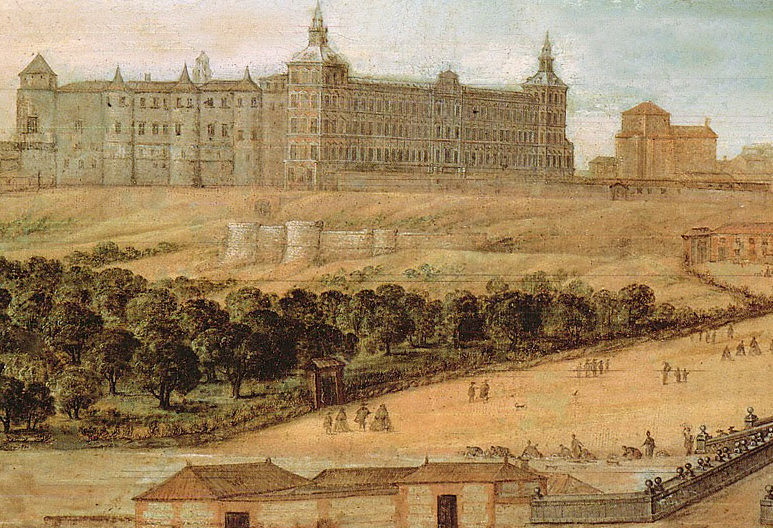
O Alcazar de Madrid, onde funcionou o Conselho das Índias até 1701.

- O Governo Temporal: toda a administração governamental compete ao Conselho das Índias:
  - Planejamento e proposta ao rei das políticas relativas ao Novo Mundo (povoamento, relação com os aborígines, comércio, etc.).
  - Organização administrativas das Índias, seja com a criação de novos vice-reinos, novas governações, e assim por diante, bem como a manutenção de sua autonomia em respeito à metrópole.
  - Proposta ao rei dos cargos de grandes autoridades americanas (vice-reis, governadores, ouvidores, etc.).
  - Tutela do bom funcionamento das autoridades, ditando medidas de probidade administrativa e nomeando um Juiz de Residência, para que realize o respectivo juízo de residência.
  - Revisão cotidiana da correspondência que vem da América e dos demais domínios, assim como autorização da exportação ou importação de livros para o novo continente.
  - Desde 1614, autorização da aplicação da legislação castelhana nas Índias.
  - Elaboração nas normas que seriam vigentes nas Índias, ditadas pelo rei, como Reais Cédulas ou Reais Provisões (similares às Reais Cédulas porém mais solenes).
- No Governo Espiritual: preocupação com as matérias de ordem espiritual, analisando os direitos outorgados pela Santa Sé, como por exemplo:
  - Exercício do direito de apresentação.
  - Divisão dos bispados.
  - Revisão das bulas papais, assim como do Exequatur ou Passe Régio, sem o qual não se cumpriam as bulas.
  - Examinação das disposições da Igreja na América e dos sínodos; estes não são realizados sem a aprovação do Conselho das Índias.
- Durante a Guerra:
  - Reunião com o Conselho de Guerra na Junta de Guerra das Índias (1600), elaborando as estratégias militares. Em fins do século XVI e início do século XVII foram integrados a esta junta os "ministros de capa e espada" (conselheiros militares).
- Nas Finanças:
  - Examinação das contas dos oficiais reais.
- Na Justiça:
  - Era o mais alto tribunal da América e, para os efeitos de administrar a justiça, o conselho se reunia numa sala de justiça, e era integrado por ministros letrados. Nesta matéria, o conselho era absolutamente independente, inclusive do rei.
  - Conhecimento de certos assuntos criminais (delitos cometidos na "carreira das Índias", evasão tributária, delitos de confisco por contrabando).
  - Conhecimento dos recursos no civil, que a Casa de Contratação teria sido informada sempre que a soma em disputa era superior a 40 000 maravedis.
  - Conhecimento dos recursos dos juízos de residência.
  - Conhecimento do recurso da segunda súplica.
  - Excepcionalmente na sala do governo: conhecimento do recurso de injustiça notória.